# Danh sách giải thưởng và đề cử của Lay Zhang
Dưới đây là danh sách giải thưởng và đề cử của ca sĩ-nhạc sĩ, nhà sản xuất âm nhạc và diễn viên Trung Quốc Lay Zhang.

## Giải thưởng âm nhạc

### Annual Power Fashion Awards
| Lần thứ | Năm  | Hạng mục             | Đề cử cho  | Kết quả   | Chú thích |
| ------- | ---- | -------------------- | ---------- | --------- | --------- |
| 9th     | 2018 | Producer of the Year | Chính mình | Đoạt giải | [ 1 ]     |

### Asian Influence Awards Oriental Ceremony
| Năm  | Hạng mục                            | Đề cử cho  | Kết quả   | Chú thích |
| ---- | ----------------------------------- | ---------- | --------- | --------- |
| 2015 | Best Influential All-Rounded Artist | Chính mình | Đoạt giải | [ 2 ]     |

### Baidu Music King Awards
| Năm  | Hạng mục             | Đề cử cho | Kết quả   | Chú thích |
| ---- | -------------------- | --------- | --------- | --------- |
| 2015 | Best OST of the Year | "Alone"   | Đoạt giải | [ 3 ]     |

### Billboard Radio China
| Năm  | Hạng mục                         | Đề cử cho | Kết quả   | Chú thích |
| ---- | -------------------------------- | --------- | --------- | --------- |
| 2017 | Top 10 Chinese Songs of the Year | "Sheep"   | Đoạt giải | [ 4 ]     |

### Eastern Entertainment Influence Awards
| Năm  | Hạng mục                  | Đề cử cho  | Kết quả   | Chú thích |
| ---- | ------------------------- | ---------- | --------- | --------- |
| 2015 | Music Pioneer of the Year | Chính mình | Đoạt giải | [ 5 ]     |

### ERC Chinese Top Ten Awards
| Lần thứ | Năm  | Hạng mục                 | Đề cử cho    | Kết quả   | Chú thích |
| ------- | ---- | ------------------------ | ------------ | --------- | --------- |
| 25th    | 2018 | Album of the Year        | Lay 02 Sheep | Đoạt giải | [ 6 ]     |
| 25th    | 2018 | Most Popular Male Artist | Chính mình   | Đoạt giải | [ 6 ]     |
| 25th    | 2018 | Producer of the Year     | Chính mình   | Đoạt giải | [ 6 ]     |
| 26th    | 2019 | Top Ten Gold Songs       | "Namanana"   | Đoạt giải | [ 7 ]     |

### iQIYI Scream Night Awards
| Lần thứ | Năm  | Hạng mục                       | Đề cử cho  | Kết quả   | Chú thích |
| ------- | ---- | ------------------------------ | ---------- | --------- | --------- |
| 6th     | 2019 | Asia's All Around Artist Award | Chính mình | Đoạt giải | [ 8 ]     |
| 6th     | 2019 | Producer of the Year           | Namanana   | Đoạt giải | [ 8 ]     |

### Pop Music Gold Chart Annual Festival
| Lần thứ | Năm  | Hạng mục                           | Đề cử cho  | Kết quả   | Chú thích |
| ------- | ---- | ---------------------------------- | ---------- | --------- | --------- |
| 11th    | 2019 | Best Music Arrangement of the Year | "Namanana" | Đoạt giải | [ 9 ]     |

### Tencent Music Entertainment Awards
| Lần thứ | Năm  | Hạng mục                               | Đề cử cho  | Kết quả   | Chú thích |
| ------- | ---- | -------------------------------------- | ---------- | --------- | --------- |
| 1st     | 2019 | Top Singer Award                       | Chính mình | Đoạt giải | [ 10 ]    |
| 1st     | 2019 | Most Popular Male Singer               | Chính mình | Đoạt giải | [ 10 ]    |
| 1st     | 2019 | Best Selling Digital Album of the Year | Namanana   | Đoạt giải | [ 10 ]    |

### Tencent Video Star Awards
| Lần thứ | Năm  | Hạng mục          | Đề cử cho    | Kết quả   | Chú thích |
| ------- | ---- | ----------------- | ------------ | --------- | --------- |
| 2nd     | 2017 | Album of the Year | Lay 02 Sheep | Đoạt giải | [ 11 ]    |

### Top Chinese Music Awards
| Lần thứ | Năm  | Hạng mục             | Đề cử cho  | Kết quả   | Chú thích |
| ------- | ---- | -------------------- | ---------- | --------- | --------- |
| 16th    | 2016 | Best OST of the Year | "Alone"    | Đoạt giải | [ 12 ]    |
| 16th    | 2016 | Best Newcomer Award  | Chính mình | Đoạt giải | [ 12 ]    |

### V Chart Awards
| Lần thứ | Năm  | Hạng mục                   | Đề cử cho    | Kết quả   | Chú thích |
| ------- | ---- | -------------------------- | ------------ | --------- | --------- |
| 4th     | 2016 | Best Film Song of the Year | "Alone"      | Đoạt giải | [ 13 ]    |
| 5th     | 2017 | Top Male Artist (Mainland) | Chính mình   | Đoạt giải | [ 14 ]    |
| 5th     | 2017 | Best Album of the Year     | Lose Control | Đoạt giải | [ 14 ]    |

## Giải thưởng diễn xuất

### CCTV Flowers in the May Gala
| Năm  | Hạng mục                      | Đề cử cho  | Kết quả   | Chú thích |
| ---- | ----------------------------- | ---------- | --------- | --------- |
| 2018 | Outstanding Youth Actor Award | Chính mình | Đoạt giải | [ 15 ]    |

### China Britain Film Festival
| Lần thứ | Năm  | Hạng mục              | Đề cử cho                           | Kết quả   | Chú thích |
| ------- | ---- | --------------------- | ----------------------------------- | --------- | --------- |
| 4th     | 2016 | Best Supporting Actor | Ex-Files 2: The Backup Strikes Back | Đoạt giải | [ 16 ]    |

### China Television Drama Quality Ceremony
| Lần thứ | Năm  | Hạng mục                | Đề cử cho  | Kết quả   | Chú thích |
| ------- | ---- | ----------------------- | ---------- | --------- | --------- |
| 2nd     | 2017 | Best All-Rounded Artist | Chính mình | Đoạt giải | [ 17 ]    |

### LHP Sinh viênQuảng Châu
| Năm  | Hạng mục                      | Đề cử cho  | Kết quả   | Chú thích |
| ---- | ----------------------------- | ---------- | --------- | --------- |
| 2018 | Most Popular Supporting Actor | The Island | Đoạt giải | [ 18 ]    |

### Giải Hoa Đỉnh
| Lần thứ | Năm  | Hạng mục              | Đề cử cho          | Kết quả   | Chú thích |
| ------- | ---- | --------------------- | ------------------ | --------- | --------- |
| 18th    | 2016 | Best New Actor        | Chính mình         | Đề cử     | [ 19 ]    |
| 22nd    | 2017 | Best New Actor        | To Be A Better Man | Đề cử     | [ 20 ]    |
| 25th    | 2019 | Best Supporting Actor | The Island         | Đoạt giải | [ 21 ]    |

### Macau International Movie Festival
| Lần thứ | Năm  | Hạng mục              | Đề cử cho            | Kết quả | Chú thích |
| ------- | ---- | --------------------- | -------------------- | ------- | --------- |
| 9th     | 2017 | Best Supporting Actor | Kiến quân đại nghiệp | Đề cử   | [ 22 ]    |

### The Actors of China Awards
| Lần thứ | Năm  | Hạng mục         | Đề cử cho  | Kết quả | Chú thích |
| ------- | ---- | ---------------- | ---------- | ------- | --------- |
| 3rd     | 2016 | Male Actor Award | Chính mình | Đề cử   | [ 23 ]    |

## Giải thưởng khác
| Năm  | Giải thưởng                                | Hạng mục                                          | Đề cử cho           | Kết quả   | Chú thích |
| ---- | ------------------------------------------ | ------------------------------------------------- | ------------------- | --------- | --------- |
| 2015 | 12th Cosmopolitan Beauty Awards            | Best Beauty Idol of the Year                      | Chính mình          | Đoạt giải | [ 24 ]    |
| 2016 | China Writer's Rich List Awards            | Celebrity Author Award (4th Prize)                | Standing Firm at 24 | Đoạt giải | [ 25 ]    |
| 2016 | Asia Book Awards                           | Terrific Author of the Year                       | Standing Firm at 24 | Đoạt giải | [ 26 ]    |
| 2016 | LeEco Entertainment Sharing Night Ceremony | Most Influential Idol Award                       | —                   | Đoạt giải | [ 27 ]    |
| 2016 | ENAwards                                   | Influential Artist List                           | —                   | Đoạt giải | [ 28 ]    |
| 2017 | CCTV Flowers in the May Gala               | Outstanding Youth Award                           | —                   | Đoạt giải | [ 29 ]    |
| 2017 | CCTV Flowers in the May Gala               | Esteemed Comradely Youth Award                    | —                   | Đoạt giải | [ 30 ]    |
| 2017 | Weibo TV Online Video Awards               | Most Weibo Fans Award                             | —                   | Đoạt giải | [ 31 ]    |
| 2017 | 14th Esquire Man At His Best Awards        | Man of the Year Award                             | —                   | Đoạt giải | [ 32 ]    |
| 2018 | China Economic Publishing House            | National Music Industry Outstanding Award Project | —                   | Đoạt giải | [ 33 ]    |
| 2018 | Baidu Baike Awards                         | Model Artist of the Year                          | —                   | Đoạt giải | [ 34 ]    |
| 2020 | Jinri Toutiao Awards Ceremony              | All-Rounded Star of the Year                      | —                   | Đoạt giải | [ 35 ]    |
| 2020 | Weibo Awards Ceremony                      | Weibo God                                         | —                   | Đoạt giải | [ 36 ]    |
| 2020 | Weibo Awards Ceremony                      | Producer of the Year                              | —                   | Đoạt giải | [ 37 ]    |